# Sandinisterna
Sandinistiska nationella befrielsefronten, FSLN (spanska: Frente Sandinista de Liberación Nacional), är ett socialdemokratiskt politiskt parti i Nicaragua som grundades 1961. FSLN var ursprungligen en marxist-leninistisk gerillaorganisation men sedan slutet av kalla kriget har man skiftat mot socialdemokrati och kristen vänster.

## Historia

### Grundande
FSLN grundades ursprungligen år 1961 som Nationella befrielsefronten (FLN), ett resultat av ökad oppositionell verksamhet i student- och ungdomsorganisationer. Nicaragua kontrollerades vid den tiden av familjen Somoza, och många av de tidiga medlemmarna satt flera år i fängelse eller gick i exil. Namnet hade man tagit med inspiration av Nationella befrielsefronten i Algeriet som stred mot den franska kolonialmakten. 1963 ändrades organisationens namn till Sandinistiska nationella befrielsefronten, med anspelning på den nicaraguanske motståndsledaren Augusto César Sandino som i början av 1930-talet ledde kampen mot USA samt landets dåvarande högerregering.

### Tidig verksamhet
I början av 1970-talet hade man samlat tillräckligt stöd bland studenter samt den fattiga bondebefolkningen för att kunna organisera småskaligt väpnat motstånd. Jordbävningen i Nicaragua 1972 totalförstörde huvudstaden, omkring 6 000 invånare dog och över 250 000 förlorade sina hem. De internationella biståndsinsatserna var omfattande men av biståndet gick det mesta rakt ner i Somozafamiljens fickor och stora delar av Managua återuppbyggdes aldrig. Detta ökade det folkliga missnöjet än mer mot diktaturen och inte bara den fattiga arbetarklassen utan även företagare drabbades nu av den omfattande korruptionen. I början av 1970-talet kunde FSLN så organisera småskaligt väpnat motstånd samt social mobilisering för bättre levnadsvillkor. 1975 införde president Anastasio Somoza Debayle belägringstillstånd i landet, ökade censuren av media och hotade alla motståndare med fängelse och tortyr. Somozafamiljens traditionella stöttepelare, Nationalgardet, dödade allt fler medborgare som misstänktes för samröre med oppositionella. FSLN:s grundare Carlos Fonseca, som hade återvänt till landet efter flera år i exil på Kuba, sköts av nationalgardister 1976.
På grund av myndigheternas intensiva kampanj för att utplåna motståndet splittrades FSLN i tre falanger, så kallade "tendenser", med olika idéer om hur en samhällsrevolution kunde genomföras. Den "proletära tendensen" under Jaime Wheelock Román följde en traditionell marxistisk tankegång och ville mobilisera de fattiga arbetarna och den urbana ungdomen, den "förlängda folkkrigstendensen" följde en maoistisk tankegång och ville med stöd av bondebefolkningen bedriva ett utdraget, varaktigt gerillakrig från baser i bergen och på landsbygden samt "upprorstendensen" som genom att samarbeta med element ur borgarklassen hellre ville agera omedelbart för att isolera diktaturen och inte lägga ner tid på någon revolutionär samhällsmobilisering. År 1977 hade myndigheternas repressalier reducerat FSLN:s medlemmar till knappt 200 överlevande. Samma år villkorade USA:s president Jimmy Carter fortsatt militärt bistånd till Nicaragua med respekt för mänskliga rättigheter och belägringstillståndet hävdes. Våldsamheterna fortsatte dock och Nationalgardet röjde undan alla motståndare till presidenten.

### Uppror och revolution

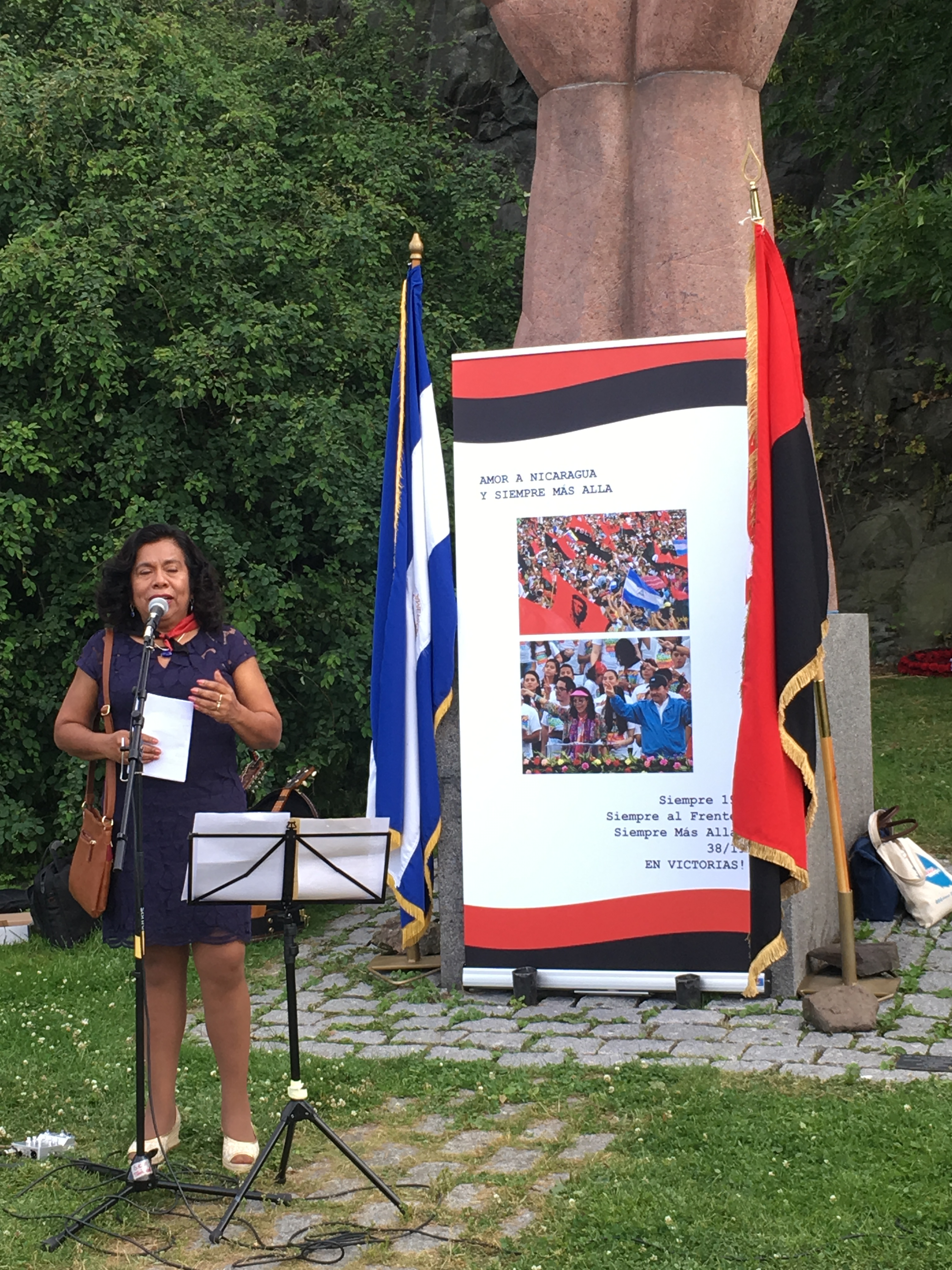
Firandet av befrielsedagen 19 juli 2017 Stockholm vid La Mano, Sandinisternas intåg i Managua. Talare ambassadör Veronica Rojas Berrios.

10 januari 1978 mördades Pedro Chamorro, ledaren för det liberala oppositionspartiet Demokratiska befrielseunionen (UDEL), och bevisen pekade på presidentens son samt Nationalgardet. Upplopp följde på gatorna och företagen organiserade själva en generalstrejk för att trycka på för att president Somoza skulle avgå. I februari gick FSLN till anfall i flera nicaraguanska städer, Nationalgardet reagerade genom att slå till ännu hårdare mot civilbefolkningen medan generalstrejken drabbade samhällsekonomin svårt. I detta läge började till och med USA, Somozafamiljens internationella beskyddare, att uttrycka frustration och det militära biståndet avbröts. I augusti 1978 tog sandinister från upprorstendensen sig in i Nationalpalatset och tog nästan 2000 tjänstemän, kongressledamöter och högt uppsatta politiker som gisslan. President Somoza tvingades förödmjukat betala en halv miljon dollar i lösensumma, släppte 59 politiska fångar och lät även sända en FSLN-kommuniké som uppmanade till folkligt uppror. En dryg vecka senare hade upproret spridit sig och FSLN genomförde gerillaattacker i flera städer.
I december 1978 enades de tre grenarna i FSLN efter kubansk medling, det var upprorstendensen som fick övertaget inom organisationen. Formellt enades FSLN dock först i mars 1979. I början av 1979 hade Carteradministrationen i princip övergett Somoza, men ville samtidigt inte låta en vänsterregering ta makten i Nicaragua. Därför satsade man på kritiker inom den sittande regeringen samt borgerliga oppositionspartier såsom UDEL, men för det nicaraguanska folket framstod detta som att Somoza skulle bort men Somozastyrets strukturer skulle bli kvar. FSLN hade vid det laget fått mycket bättre vapen från utlandet och kunde till slut bekämpa Nationalgardet på bred front. 18 juni 1979 ingick FSLN i en provisorisk regering baserad i Panama tillsammans med andra revolutionära liksom borgerliga oppositionspartier. I slutet av juni 1979 var i princip hela landet förutom huvudstaden under FSLN:s kontroll. 17 juli 1979 avgick Anastasio Somoza Debayle och flydde till USA. Två dagar senare, 19 juli 1979, nådde revolutionen sin kulmen när FSLN tågade in i Managua.

### FSLN:s styre under inbördeskriget
När sandinisterna tog makten 1979 var Nicaragua ett land i ruiner, runt 50 000 hade dödats, statsskulden hade under Somoza ökat till 1,6 miljarder dollar och samhällsekonomin var i spillror. För många ingav dock gerillans seger hopp om förändring, bort från de sociala och ekonomiska ojämlikheter som förknippades med Somozafamiljens 42 år vid makten. FSLN hade med tre röster mot två egen majoritet i den fem man starka provisoriska juntan, men representanter från den privata sektorn bjöds ändå in för att delta i de ekonomiska reformerna. En jordreform genomdrevs där all mark ägd av Somozafamiljen förstatligades (runt 20 % av landets totala jordbruksmark), alla banker förstatligades och ordningsmakten och rättsväsendet förbjöds att kränka de mänskliga rättigheterna. 22 augusti upphävdes formellt den gamla författningen och steget för politiska reformer inleddes: därefter styrde juntan under Daniel Ortega enväldigt genom dekret. En ny lagstiftande institution, Statsrådet, bildades 1980 där alla motståndsgrupper skulle representeras. FSLN hade dock även där egen majoritet vilket skapade viss konflikt med övriga grupper. Nationalgardet ersattes med Sandinistiska folkarmén och tränades av rådgivare från Kuba och östblocket, massorganisationer för civilsamhället bildades och arbetet för sociala reformer drevs framåt. En av de stora sociala reformerna var läskunnighetskampanjen, inspirerad av den revolutionära kubanska kampanjen för ökad läskunnighet. Före revolutionen var runt 50 % av Nicaraguas totala befolkning icke läskunnig, på landsbygden 75-90 %, men mellan mars och augusti 1980 reducerades dessa tal snabbt till ca 12 % av totalbefolkningen.
USA:s nyvalde president Ronald Reagan hade en fullständigt kompromisslös relation till allt han såg som kommunistiskt, inte minst i det traditionellt så USA-vänliga Centralamerika, och valde en mycket mer konfrontativ politik än sin föregångare Jimmy Carter. 1981-82 bildades olika väpnade grupper fientligt inställda till FSLN:s revolutionära styre, och dessa (kollektivt kallade Contras) fick omfattande ekonomiskt stöd av Reaganadministrationen. 1982 införde FSLN undantagstillstånd i Nicaragua som svar på ökade attacker från Contras-grupper, inte minst från baser i angränsande Honduras. Allt eftersom attackerna intensifierades tröttnade sandinisterna på politisk pluralism och valde att inskränka pressfrihet och demokratiska rättigheter i landet. Ett annat resultat var att de sociala reformerna, FSLN:s politiska flaggskepp, fick allt mindre budgetanslag eftersom Folkarmén krävde ökad finansiering för att slå tillbaka Contras angrepp. Snart började även Romersk-katolska kyrkan, som genomgående varit skeptisk mot FSLN på grund av dess marxistiska ideologi, att bli öppet fientlig till regeringen. President- och parlamentsval hölls 1984 som av internationella observatörer överväldigande bedömdes vara fria och rättvisa trots det rådande läget. Reaganadministrationen fördömde däremot valet, intensifierade sin propaganda mot den sandinistiska regeringen, införde 1985 ett handelsembargo mot landet åtföljt av ökat ekonomiskt och militärt bistånd till Contras-grupperingarna, ofta genom drogkurirer anlitade av Central Intelligence Agency. 1985 valde FSLN som reaktion på gerillakrigföringen att utöka undantagstillståndet, Contras utförde omfattande sabotageaktioner som störde landets ekonomiska utveckling och minerade till och med nicaraguanska hamnar. Contras riktade sina attacker mot skolor, sjukhus och bondebefolkningen som var föremål för sandinisternas sociala utvecklings- och reformprogram.
När kalla kriget drogs mot sitt slut bestämdes i 1987 års nicaraguanska författning att nya val skulle hållas 1990. USA:s president George H.W. Bush sponsrade inför detta val Contras och den borgerliga oppositionen med nästan 60 miljoner dollar.  I november 1989 hotade USA med att endast häva sitt handelsembargo mot Nicaragua om högerkandidaten Violeta Barrios de Chamorro vann valet. Valet vanns av den oppositionella valalliansen Unión Nacional Opositora, Violeta Chamorro efterträdde Daniel Ortega som Nicaraguas president och sandinisterna lämnade ifrån sig makten. FSLN demobiliserades därefter och blev ett oppositionsparti.

### Efter inbördeskriget
Efter valförlusten 1990 drabbades sandinisterna av intern splittring, Daniel Ortegas bror Humberto Ortega lämnade partiet och förblev arméchef under den nya borgerliga presidenten och andra högt uppsatta partimedlemmar lämnade i protest mot vad de uppfattade vara Daniel Ortegas hårda kontroll. FSLN kontrollerade direkt eller indirekt mycket av landet även efter valförlusten, inklusive jordegendomar och fackföreningar. År 2004 firade FSLN 25-årsminnet av revolutionen och samlade över 500 000 människor på gatorna i staden Granada.
Sandinisternas politik har ända sedan 1990-talet rört sig närmare den politiska mitten och inför parlaments- och presidentvalen år 2006 slöt Daniel Ortega en pakt med Katolska kyrkan i Nicaragua där FSLN fick kyrkans stöd gentemot att man röstade för landets totalförbud mot abort. Detta resulterade i intern kritik i partiet samt att de blev uteslutna ur Socialistinternationalen men än idag är sandinisterna allierade med Katolska kyrkan och åtnjuter dess politiska stöd.
Sedan 2018, när folkliga protester mot regeringens politik utbröt, har den sandinistiska repressionen mot oppositionella, människorättsaktivister och kyrkliga företrädare ökat. Präster och nunnor har fängslats och bortförts och andra kyrkligt aktiva har förhindrats att återvända till landet efter utlandsresor.